# The Hits/The B-Sides
The Hits/The B-Sides is het eerste verzamelalbum van de Amerikaanse popartiest Prince, uitgebracht in 1993.

## Configuratie
Het uitgebreide driedubbelalbum bestond uit hitsingle's, fanfavorieten en de laatste cd uit B-kanten. Daarnaast werden er ook, verspreid over de drie cd's, vijf nog niet eerder door Prince uitgebrachte nummers uitgebracht; Nothing Compares 2 U, Pink Cashmere, Peach, Pope en Power Fantastic.
Cd 1 en cd 2 werden ook apart uitgebracht, onder de titels The Hits 1 en The Hits 2.
The B-Sides (cd 3) kon echter alleen verkregen worden door de aanschaf van de complete set.
Fans hebben weleens kritiek op het feit dat van de meeste nummers de kortere singleversies zijn toegevoegd aan de set, dit wordt vooral jammer gevonden voor de B-kanten op de derde cd. Uitzonderingen zijn Alphabet St., Little Red Corvette en Purple Rain. Het was echter wel de eerste keer dat de singleversie van Kiss op cd verscheen. Daarnaast zijn er meerdere B-kanten die niet op de set staan.

## Nog niet eerder uitgebracht
Onder het niet eerder uitgebrachte materiaal zat een zeldzame live-uitvoering van het nummer 4 the Tears In Your Eyes, die alleen eerder te zien was tijdens de televisie-uitzending van Live Aid. Ook bijzonder was een live-uitvoering van het nog niet eerder door Prince zelf uitgebrachte Nothing Compares 2 U, opgenomen met de New Power Generation tijdens de Diamonds and Pearls Tour in 1992. De andere vier nog niet eerder uitgebrachte nummers waren outtakes. De oudste outtake was Power Fantastic, deze jazzy ballade was een outtake van het ter ziele gegane Dream Factory-project uit 1986. Pink Cashmere, een rockballade werd eerder uitgezonden voor aanvang van enkele concerten tijdens de Lovesexy Tour in 1988. Peach en Pope waren van recentelijke datum en werden regelmatig gespeeld tijdens de aftershows in 1993. Het rocknummer Peach zal de jaren daarna een live-klassieker worden voor Prince.

## Nummers
|     | Disc 1 (The Hits 1)                                                     |      |
| 01. | When Doves Cry                                                          | 3:48 |
| 02. | Pop Life                                                                | 3:42 |
| 03. | Soft and Wet                                                            | 3:03 |
| 04. | I Feel for You                                                          | 3:25 |
| 05. | Why You Wanna Treat Me So Bad?                                          | 3:48 |
| 06. | When You Were Mine                                                      | 3:43 |
| 07. | Uptown                                                                  | 4:09 |
| 08. | Let's Go Crazy                                                          | 4:39 |
| 09. | 1999                                                                    | 3:37 |
| 10. | I Could Never Take the Place of Your Man                                | 3:40 |
| 11. | Nothing Compares 2 U (samen met Rosie Gaines) (niet eerder uitgebracht) | 4:58 |
| 12. | Adore                                                                   | 4:41 |
| 13. | Pink Cashmere (niet eerder uitgebracht)                                 | 6:15 |
| 14. | Alphabet St.                                                            | 5:39 |
| 15. | Sign “☮” the Times                                                      | 3:43 |
| 16. | Thieves In the Temple                                                   | 3:20 |
| 17. | Diamonds and Pearls                                                     | 4:20 |
| 18. | 7                                                                       | 5:09 |
|     | Disc 2 (The Hits 2)                                                     |      |
| 01. | Controversy                                                             | 3:35 |
| 02. | Dirty Mind                                                              | 3:49 |
| 03. | I Wanna Be Your Lover                                                   | 2:58 |
| 04. | Head                                                                    | 4:43 |
| 05. | Do Me, Baby                                                             | 3:57 |
| 06. | Delirious                                                               | 2:39 |
| 07. | Little Red Corvette                                                     | 4:56 |
| 08. | I Would Die 4 U                                                         | 2:57 |
| 09. | Raspberry Beret                                                         | 3:32 |
| 10. | If I Was Your Girlfriend                                                | 3:46 |
| 11. | Kiss                                                                    | 3:46 |
| 12. | Peach (niet eerder uitgebracht)                                         | 3:48 |
| 13. | U Got the Look                                                          | 3:47 |
| 14. | Sexy M.F.                                                               | 5:26 |
| 15. | Gett Off                                                                | 4:30 |
| 16. | Cream                                                                   | 4:13 |
| 17. | Pope (niet eerder uitgebracht)                                          | 3:28 |
| 18. | Purple Rain                                                             | 8:40 |
|     | Disc 3 (The B-Sides)                                                    |      |
| 01. | Hello (B-kant van Pop Life)                                             | 3:25 |
| 02. | 200 Balloons (B-kant van Batdance)                                      | 5:05 |
| 03. | Escape (B-kant van Glam Slam)                                           | 3:31 |
| 04. | Gotta Stop (Messin' About) (B-kant van de maxi-single van Let's Work)   | 2:55 |
| 05. | Horny Toad (B-kant van Delirious)                                       | 2:12 |
| 06. | Feel U Up (B-kant van Partyman)                                         | 3:44 |
| 07. | Girl (B-kant van America)                                               | 3:48 |
| 08. | I Love U In Me (B-kant van The Arms of Orion and Insatiable)            | 4:13 |
| 09. | Erotic City (B-kant van Let's Go Crazy)                                 | 3:55 |
| 10. | Shockadelica (B-kant van If I Was Your Girlfriend)                      | 3:31 |
| 11. | Irresistible Bitch (B-kant van Let's Pretend We're Married)             | 4:12 |
| 12. | Scarlett Pussy (B-kant van I Wish U Heaven)                             | 4:18 |
| 13. | La, La, La, He, He, Hee (B-kant van Sign “☮” the Times)                 | 3:22 |
| 14. | She's Always In My Hair (B-kant van Raspberry Beret)                    | 3:27 |
| 15. | 17 Days (B-kant van When Doves Cry)                                     | 3:55 |
| 16. | How Come U Don't Call Me Anymore (B-kant van 1999)                      | 3:51 |
| 17. | Another Lonely Christmas (B-kant van I Would Die 4 U)                   | 4:52 |
| 18. | God (B-kant van Purple Rain)                                            | 4:03 |
| 19. | 4 the Tears In Your Eyes (van het album van USA For Africa)             | 3:24 |
| 20. | Power Fantastic (niet eerder uitgebracht)                               | 4:45 |

## Singles
Er werden van het album drie singles uitgebracht; Peach, Pink Cashmere en een heruitgave van Controversy (alleen het Verenigd Koninkrijk).
De singles hadden allemaal meerdere nummers van The Hits/The B-Sides als extra nummers.
Peach werd in Nederland een top tien hit (#9), in het Verenigd Koninkrijk werd het een iets kleinere hit (#14). Daarentegen werd de heruitgave van Controversy in het Verenigd Koninkrijk een top tien hit (#5).

## Buitengesloten
Op het moment van uitgave werden de volgende nummers niet in de set opgenomen:

### A-kanten
- Let's Work
- Let's Pretend We're Married
- Take Me With U
- America
- Mountains
- Girls & Boys
- Anotherloverholenyohead
- Glam Slam
- I Wish U Heaven
- Batdance
- Partyman
- The Arms of Orion
- New Power Generation
- Insatiable
- Money Don't Matter 2 Night
- My Name Is Prince
- The Morning Papers

### B-kanten
- ♥ or $ (B-kant van Kiss)
- Alexa de Paris (B-kant van Mountains)
- Horny Pony (B-kant van Gett Off en Cream)
- Get Off (B-kant van de maxi-single van New Power Generation)
- Call the Law (B-kant van Money Don't Matter 2 Night)
- Sex (B-kant van Scandalous)
- Loveleft, Loveright (B-kant van de maxi-single van New Power Generation)
- Violet the Organ Grinder (B-kant van de maxi-single van Gett Off)
- 2 Whom It May Concern (B-kant van My Name Is Prince)